# Auersthal
Auersthal là một thị trấn ở huyện Gänserndorf trong bang Niederösterreich ở nước Áo. Đô thị này có diện tích 15,18 km², dân số năm 2001 là 1869người.